# Абуль Хаджджадж I
Абуль Хаджджадж ибн Абу Хамму, или Абуль Хаджадж I (ум. 1394) ― одиннадцатый правитель Тлемсена из династии Абдальвадидов (1393). 

## Биография
Абуль Хаджадж I был сыном Абу Хамму II и правил Тлемсеном в течение десяти месяцев - с марта по декабрь 1393 года, после того как убил своего предшественника и племянника Абу Табида II.
Абуль Хаджадж принял активные меры, чтобы укрепить свою власть и международное положение Тлемсена, разослав послов в соседние государства. Роковым для эмира стал конфликт с Маринидами, которые захватили у Тлемсена земли, которыми, по их мнению, должен был править брат Абуль Хаджаджа Абу Зайян II, который в конечном итоге, опираясь на военную поддержку Маринидов, сверг эмира. Абуль Хаджадж укрылся в землях клана Бени Амер, но Абу Зайян отправил отряд, который поймал бывшего правителя и казнил (1394).